# Liste der Baudenkmale in Auhagen
In der Liste der Baudenkmale in Auhagen sind die Baudenkmale der niedersächsischen Gemeinde Auhagen und ihrer Ortsteile aufgelistet. Die Quelle der Baudenkmale ist der Denkmalatlas Niedersachsen. Der Stand der Liste ist der 24. Mai 2020.

## Allgemein
In den Spalten befinden sich folgende Informationen:
- Lage: die Adresse des Baudenkmales und die geographischen Koordinaten. Kartenansicht, um Koordinaten zu setzen. In der Kartenansicht sind Baudenkmale ohne Koordinaten mit einem roten Marker dargestellt und können in der Karte gesetzt werden. Baudenkmale ohne Bild sind mit einem blauen Marker gekennzeichnet, Baudenkmale mit Bild mit einem grünen Marker.
- Bezeichnung: Bezeichnung des Baudenkmales
- Beschreibung: die Beschreibung des Baudenkmales. Unter § 3 Abs. 2 NDSchG werden Einzeldenkmale und unter § 3 Abs. 3 NDSchG Gruppen baulicher Anlagen und deren Bestandteile ausgewiesen.
- ID: die Objekt-ID des Baudenkmales
- Bild: ein Bild des Baudenkmales, ggf. zusätzlich mit einem Link zu weiteren Fotos des Baudenkmals im Medienarchiv Wikimedia Commons. Wenn man auf das Kamerasymbol klickt, können Fotos zu Baudenkmalen aus dieser Liste hochgeladen werden:

## Auhagen
| Lage                                                   | Bezeichnung                                               | Beschreibung      | ID       | Bild |
| ------------------------------------------------------ | --------------------------------------------------------- | ----------------- | -------- | ---- |
| Auf dem Rhäden 48, Auhagen 52° 23′ 30″ N, 9° 16′ 58″ O | Wohn-/Wirtschaftsgebäude                                  |                   | 36257566 | BW   |
| Auf dem Rhäden 27, Auhagen 52° 23′ 33″ N, 9° 17′ 4″ O  | Torpfeiler                                                |                   | 36257899 | BW   |
| Auf dem Rhäden 27, Auhagen 52° 23′ 34″ N, 9° 17′ 5″ O  | Wohn-/Wirtschaftsgebäude                                  |                   | 36257546 | BW   |
| Auf dem Rhäden, Auhagen 52° 23′ 40″ N, 9° 17′ 10″ O    | Backhaus                                                  |                   | 36257754 |      |
| Aueweg 2, Auhagen 52° 23′ 48″ N, 9° 17′ 9″ O           | Wohn-/Wirtschaftsgebäude                                  |                   | 36257585 | BW   |
| Vor den Toren 2, Auhagen 52° 23′ 56″ N, 9° 17′ 0″ O    | Wohn-/Wirtschaftsgebäude                                  |                   | 36257624 | BW   |
| Vor den Toren 4, Auhagen 52° 23′ 57″ N, 9° 17′ 2″ O    | Wohn-/Wirtschaftsgebäude                                  |                   | 36257624 | BW   |
| Vor den Toren 34, Auhagen 52° 23′ 53″ N, 9° 17′ 40″ O  | Scheune                                                   |                   | 36257715 | BW   |
| Vor den Toren, Auhagen 52° 23′ 55″ N, 9° 17′ 31″ O     | Kriegerdenkmal                                            |                   | 36257715 | BW   |
| Vor den Toren 12, Auhagen 52° 23′ 56″ N, 9° 17′ 13″ O  | Hofanlage Vor den Toren 12                                | Baudenkmal-Gruppe | 36215710 | BW   |
| Vor den Toren 12, Auhagen 52° 23′ 55″ N, 9° 17′ 13″ O  | Haupthaus. (Baudenkmalgruppe: Hofanlage Vor den Toren 12) |                   | 36257960 | BW   |
| Vor den Toren 12, Auhagen 52° 23′ 55″ N, 9° 17′ 12″ O  | Leibzucht. (Baudenkmalgruppe: Hofanlage Vor den Toren 12) |                   | 36258002 | BW   |
| Vor den Toren 12, Auhagen 52° 23′ 56″ N, 9° 17′ 13″ O  | Scheune. (Baudenkmalgruppe: Hofanlage Vor den Toren 12)   |                   | 36258044 | BW   |
| Vor den Toren 20, Auhagen 52° 23′ 53″ N, 9° 17′ 27″ O  | Hofanlage Vor den Toren 20                                | Baudenkmal-Gruppe | 36215724 | BW   |
| Vor den Toren 20, Auhagen 52° 23′ 53″ N, 9° 17′ 27″ O  | Haupthaus. (Baudenkmalgruppe: Hofanlage Vor den Toren 20) |                   | 36257693 | BW   |
| Vor den Toren 20, Auhagen 52° 23′ 54″ N, 9° 17′ 28″ O  | Scheune. (Baudenkmalgruppe: Hofanlage Vor den Toren 20)   |                   | 36257502 | BW   |
| Vor den Toren 20, Auhagen 52° 23′ 53″ N, 9° 17′ 27″ O  | Stall. (Baudenkmalgruppe: Hofanlage Vor den Toren 20)     |                   | 36257525 | BW   |

## Düdinghausen
| Lage                                                 | Bezeichnung                                             | Beschreibung      | ID       | Bild |
| ---------------------------------------------------- | ------------------------------------------------------- | ----------------- | -------- | ---- |
| Vor dem Berge 5, Auhagen 52° 24′ 51″ N, 9° 17′ 57″ O | Hofanlage Vor dem Berge 5                               | Baudenkmal-Gruppe | 36215738 | BW   |
| Vor dem Berge 5, Auhagen 52° 24′ 51″ N, 9° 17′ 57″ O | Wohnhaus. (Baudenkmalgruppe: Hofanlage Vor dem Berge 5) |                   | 36257939 | BW   |
| Vor dem Berge 5, Auhagen 52° 24′ 51″ N, 9° 17′ 56″ O | Scheune. (Baudenkmalgruppe: Hofanlage Vor dem Berge 5)  |                   | 36257981 | BW   |
| Vor dem Berge 9, Auhagen 52° 24′ 53″ N, 9° 17′ 59″ O | Wohn-/Wirtschaftsgebäude                                |                   | 36257795 | BW   |
| Vor dem Berge 9, Auhagen 52° 24′ 52″ N, 9° 18′ 1″ O  | Hoftorpfeiler                                           |                   | 36257918 | BW   |
| Wiesenstraße 23, Auhagen 52° 24′ 59″ N, 9° 17′ 58″ O | Grenzstein                                              | N16, 1733         | 36257875 | BW   |